# San Filippo Neri (Scarlatti)

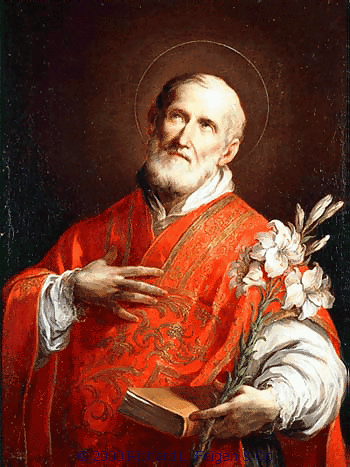
Philippe Néri par Sebastiano Conca, un peintre du cercle du cardinal Ottoboni.

L’Oratorio di San Filippo Neri, est un oratorio d'Alessandro Scarlatti, écrit pour quatre solistes (SSAT) et orchestre, sur un livret italien du cardinal Pietro Ottoboni. L'œuvre est créée à Rome le 29 mars 1705 à la Chiesa Nuova qui jouxte l'oratoire des Philippins. L'oratorio est repris au Collegio Clementino la même année et redonné à Florence (1707), le 14 mai 1713 à Foligno, à Sienne (1715),
Naples (1718) et de nouveau à Rome en 1721.
Le livret est basé sur la vie de saint Philippe Néri, fondateur de ce qui devient en 1575 la Congrégation de l'oratoire ou l'Oratorio di Roma — du latin orare (« prier »). Ce prêtre italien a eu un impact énorme sur le développement de la musique religieuse en Italie. Lors des réunions informelles entre laïcs et prêtres, on discute, prie et l'on chante... la musique est toujours présente. Les successeurs et confrères de Néri, poursuivent la tradition musicale, notamment par les Laudi spirituali (ou louanges), à contenu religieux non liturgique. La tradition oratorienne se poursuit sans interruption jusqu'à la monodie accompagnée autour de 1600, innovation immédiatement adoptée, comme par Emilio de' Cavalieri dans La rappresentatione di anima e di corpo, le tout premier drame sacré baroque, et comme par d'autres compositeurs célèbres (notamment Palestrina qui était un fidèle de l'Oratoire), prenant la forme de l'oratorio tel que nous le connaissons. Lors de l'exécution, entre les deux parties de l'oratorio se place un sermon. Le genre obtient un grand succès, suivant stylistiquement l'évolution de l'opéra. Pour la période 1701–1707, alors que seulement une dizaine d'opéras sont créés à Rome — tous dans des théâtres privés, en raison de l'interdiction papale — sur la décennie, environ cent-cinquante oratorios différents sont donnés et vingt-deux pour la seule saison 1708, dont huit sur commande du cardinal Ottoboni.
Edward Dent considère San Filippo Neri comme l'un des meilleurs oratorios de Scarlatti ; auquel il faut ajouter, Il giardino di rose (1707).

## Oratorio di San Filippo Neri
Oratorio in due parti a 4 voci con Strumenti (Rome 1705)
| San Filippo | ténor   |
| Carità      | soprano |
| Fede        | alto    |
| Speranza    | soprano |

La composition des chanteurs est inconnue. Scarlatti disposait peut-être des meilleurs artistes de son temps tels les castrats Checchino et Nicolò Grimaldi dit Nicolino ; comme le rapporte une archive de l’époque : « par les plus grands chanteurs de Rome, accompagné des meilleurs instrumentistes ».
Après la sinfonia, une conversation s'engage entre Néri et trois personnages allégoriques ou vertus théologales : la Charité, la Foi et l’Espérance. Au lieu des tensions dramatiques courantes, sont présentés des éléments du caractère de Néri : ses doutes, ses craintes, son humilité, son amour des autres…
À part les arias, la partition livre un seul duo et seulement trois trios.

### Première partie
- Introduzione Allegro – Adagio e Staccato
- Recitativo (San Filippo) « Cos’è, dimanda il core »
- Aria (San Filippo) « Aria Povero core »
- Recitativo (San Filippo) « Poiché dell’Arno »
- Aria (San Filippo) « No, non ti fidar di me »
- Recitativo Filippo, « ancor non senti » (Carità)
- Aria (Carità) « Ami, e amando »
- Recitativo (San Filippo) « O dell’eterna mano »
- Duetto (Carità / San Filippo) « Serafini, voi che siete »
- Recitativo (Fede / Speranza) « Io, che sono la Fede »
- Aria (Speranza) « Quella tema »
- Recitativo (San Filippo/Fede) « Con tuoi dolci conforti »
- Aria (Fede) « Penderan dal Vaticano »
- Recitativo (San Filippo/Fede) « Ah bella Fede »
- Aria (San Filippo) « Di ritrovarti »
- Recitativo (Carità) « Dunque il tuo cor »
- Aria (Carità) « All’aperto ciel sereno »
- Recitativo (Speranza) « Nel mar delle virtudi »
- Duetto (San Filippo / Speranza) « Speranza / Se ingiusto »
- Recitativo (Fede) « Filippo, or che la speme »
- Aria (Fede) « Di tue splendide virtudi »
- Recitativo (Speranza) « Odi come sperando »
- Aria (Speranza) « Mio ti voglio »
- Recitativo (San Filippo) « E l’amore »
- Aria (San Filippo) « Già mi sembra »
- Recitativo (Fede) « Filippo »
- Aria (Fede) « Sia pur d’altri »
- Recitativo (Carità) « Qui resta »
- Aria (Carità) « L’alta Roma reina del mondo »

### Seconde partie
- Aria (Carità) « Se l’imago degl’eroi »
- Recitativo (Carità / San Filippo) « Con moribondo ciglio »
- Aria (San Filippo) « Sei mia guida »
- Recitativo (Fede) « Qui, dove in bronzi »
- Aria (Fede) « Quelle spine »
- Recitativo (San Filippo / Speranza) « Sento il piacer »
- Aria (Speranza) « Alma invitta »
- Recitativo (San Filippo) « Sante virtù »
- Aria (San Filippo) « Son come destriero »
- Recitativo (Carità) « Vieni dunque »
- Aria (Carità) « Sarai stella »
- Recitativo (Speranza) « Né abbandonar »
- Aria (Speranza) « Dice l’Arno »
- Recitativo (San Filippo) « O quale alla memoria »
- Aria (San Filippo) « Colomba, che vola »
- Recitativo (Carità) « Picciola valle »
- Aria (Carità) « Belle Mura fortunate »
- Recitativo (Fede) « Italia oh te felice »
- Aria (Fede) « Nascan pur prive di luce »
- Recitativo (Speranza) « Se qui l’alba celeste »
- Aria (Speranza) « Fuggirà cacciato »
- Recitativo (Carità / Fede / Speranza) « Per diverso sentiero »
- Trio (Carità / Fede / Speranza) « Ardi / Pugna / Già vicina »
- Recitativo (San Filippo) « Vieni, vieni o mio Dio »
- Aria (San Filippo) « Mio Gesù »
- Recitativo (Carità) « Oh come di Filippo »
- Aria (Carità) « Guerra, guerra il mondo irato »

## Manuscrits
- Bruxelles, Bibliothèque royale de Belgique, B-Br (Inv.N.3928 cat.n. F.2170)
- Münster, Collection Santini, D-MÜs (HS 3860 I/II)

## Enregistrement
- Oratorio di San Filippo Neri - Mario Nuvoli (San Filippo), Marco Lazzara (Fede), Rosita Frisani (Carità), Manuela Custer (Speranza) ; Alessandro Stradella Consort, Estevan Velardi (28 avril-5 mai 2006, 2CD Bongiovanni / Brilliant Classics BC 94037)[5] — Premier enregistrement mondial.
- Opera probita. Arias : Qui resta, ove s'innalza et L'alta Roma reina del mondo - Cecilia Bartoli, Les Musiciens du Louvre, dir. Marc Minkowski (2005, Decca 475 6924) — avec d'autres arias d'oratorios : « All'arme si accesi guerrieri (Cantata per la Notte del Santissimo Natale) ; Mentre in godo in dolce oblio, Ecco negl'orti tuoi et Che dolce simpatia ; (Il Giardino di Rose) ; Ah! qual cordoglio acerbo, Doppio affetto et Caldo sangue (Il Sedecia, re di Gerusalemme) ».

## Sources
- (en) Edward J. Dent, Alessandro Scarlatti : his life and works, Londres, E. Arnold, 1960 (1re éd. 1905), 259 p. (lire en ligne)
- David Simpson (Note de programme et livret, Les Arts Florissants), Oratorio di San Filippo Neri, Paris, décembre 1994, 24 p. (lire en ligne), p. 5–8
- (en) Roberto Pagano (trad. Edward Smith), « Alessandro Scarlatti: San Filippo Neri », p. 1–6, Brilliant Classics (BC 94037), 2010 .